# Doolittle (Missouri)
Doolittle és una població dels Estats Units a l'estat de Missouri. Segons el cens del 2000 tenia 644 habitants.

## Demografia
Segons el cens del 2000, Doolittle tenia 644 habitants, 256 habitatges, i 192 famílies. La densitat de població era de 101,1 habitants per km².
Dels 256 habitatges en un 34,8% hi vivien nens de menys de 18 anys, en un 59% hi vivien parelles casades, en un 11,7% dones solteres, i en un 25% no eren unitats familiars. En el 22,3% dels habitatges hi vivien persones soles el 10,5% de les quals corresponia a persones de 65 anys o més que vivien soles. El nombre mitjà de persones vivint en cada habitatge era de 2,52 i el nombre mitjà de persones que vivien en cada família era de 2,91.
Per edats la població es repartia de la següent manera: un 25,5% tenia menys de 18 anys, un 9% entre 18 i 24, un 28,6% entre 25 i 44, un 21,7% de 45 a 60 i un 15,2% 65 anys o més.
L'edat mediana era de 36 anys. Per cada 100 dones de 18 o més anys hi havia 91,2 homes.
La renda mediana per habitatge era de 32.813 $ i la renda mediana per família de 35.938 $. Els homes tenien una renda mediana de 23.269 $ mentre que les dones 17.039 $. La renda per capita de la població era de 20.727 $. Entorn del 3% de les famílies i el 6,7% de la població estaven per davall del llindar de pobresa.

## Poblacions més properes
El següent diagrama mostra les poblacions més properes.